# Mormaer
Il Mormaer era il titolo medioevale che designava il signore di una provincia o regione del Regno di Scozia. In teoria - in quanto in pratica non era sempre così - un Mormaer era secondo solo al Re di Scozia.

## Origine
Non si conosce con esattezza l'etimologia del termine, anche perché non si sa se fosse una istituzione dei gaeli o dei pitti. Bisogna considerare però che la parola "mormaer" si ritrova solamente nel periodo seguente ai pitti, per questo è difficile dire che abbia origini pitte. C'è anche chi sostiene che il termine Mormaer fosse semplicemente l'equivalente usato nella costa orientale di Kinglet (in Lingua gaelica scozzese: ruirí o rí = "re"). Probabilmente ha origine dalla parola gaelica Mòr, che significa "capo", che ritroviamo nel nome della dinastia Canmore, che deriva dal Gaelico Ceann Mòr, cioè Grande Capo.

## Primi Mormaer
Il primo mormaer che si conosce è stato Dubacan mac Indrechtaich, che era uno dei compagni di Amlaib, figlio del re Costantino II di Scozia. La sua morte nella Battaglia di Brunanburh (937) è registrata nella Cronaca dei re di Alba, dove è menzionato con il nome di "Mormair Oengusa" (cioè Mormaer di Angus).
Altri tre mormaer, sebbene non governassero nessuna regione, si trovano negli Annali di Tigernach. In ogni caso, dei primi mormaer si sa molto poco. Fino al XII secolo i mormaer venivano citati nei documenti in latino come "comes" (letteralmente significa "compagno", ma da questo termine deriva la parola conte). Dal XII secolo, si sapeva che otto "antiche" dinastie di mormaer erano ereditarie ed avevano avuto una discendenza continua ed erano: i mormaer di Marr, di Buchan, di Athal, di Aonghais, di Fiobh, di Sratheireann, di Moneteadhaich e di Leamhnachd, che si aggiungevano ad altre tre presenti prima del 1100 e cioè i mormaer di Cataibh, di Moireabh, e di Lodainn/Dunbarra.

## Mormaer e Earl
Non bisogna però confondere i Mormaer con gli Earl: è un errore comune pensare che in seguito il titolo di earl abbia sostituito quello di mormaer. In effetti "comes", da cui deriva il termine conte, era una parola franco-latina usata nelle isole britanniche per tradurre la parola mormaer, che quindi veniva paragonato al conte. Bisogna però precisare che il termine mormaer rimase in uso tra i popoli di lingua gaelica anche nei secoli successivi: ci sono fonti irlandesi del XIV secolo, ad esempio, che chiamano Roberto I di Scozia, prima della sua salita al trono di Scozia, "Robert Bruce Mormaer (di Carrick)", e in effetti il termine earl non compare in Scozia se non nella seconda metà del XVI secolo.
Definire quindi un mormaer come un earl è semplicistico ed inadeguato; sarebbe come se si paragonasse un imperatore romano con uno scià. Andando poi a confrontare i due titoli dal punto di vista dei loro poteri, un mormaer, essendo secondo solo al re di Scozia, è più corretto definirlo come un duca piuttosto che come un conte, soprattutto nel caso dei Mormaer di Moray che erano i nobili scozzesi più importanti ed erano realmente secondi solo al re.